# Grenadyny (parafia)

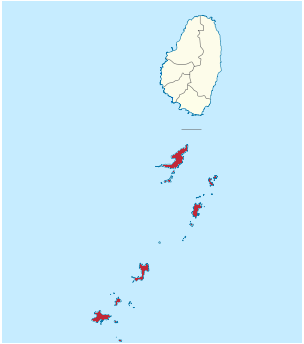
Parafia Grenadyny

Grenadyny – parafia, będąca jednostką administracyjną Saint Vincent i Grenadyn położoną na archipelagu Grenadyn. Jej stolicą jest Port Elizabeth.